# 코미디 드라마
코미디 드라마(comedy-drama), 드라메디(dramedy)는 희극과 드라마의 요소를 결합한 혼합 장르이다. 영화와 대본이 있는 텔레비전 시리즈에서 (죽음, 질병, 배신, 비통함 등) 진지한 드라마틱한 주제는 가볍거나 유머러스한 톤을 유지하면서 사실적이고 미묘하게 다루어진다.
"드라마디"라는 용어는 1980년대 텔레비전 산업에서 사용되기 시작했다. 현대 텔레비전 코미디 드라마는 드라마 시리즈에서 흔히 볼 수 있는 코믹 릴리프보다 이야기에 유머가 더 많이 통합되는 경향이 있지만, 일반적으로 시트콤보다 농담의 비율이 낮다.
주로 tvN의 응답하라 시리즈가 대표적인 코미디 드라마다. 그 이유는 1980년대~1990년대 생활상을 코믹요소와 결합함에 쓰였기 때문이다.

## 역사
그리스 연극에서 연극은 희극 또는 비극(즉 드라마)으로 간주되었다. 전자는 행복한 결말을 가진 가벼운 이야기였고, 후자는 슬픈 결말을 가진 진지한 이야기였다. 이러한 개념은 로마 연극과 헬레니즘 시대의 연극에도 영향을 미쳤다. 그 시대의 연극은 현대 서사 작품에도 지속적인 영향을 미친 것으로 생각된다.
오늘날에도 작품은 종종 드라마와 코미디라는 두 가지 큰 범주로 분류된다. 예를 들어, 프라임타임 에미상과 골든 글로브상과 같이 영화 및 텔레비전 분야의 업적을 인정하는 많은 시상식은 여러 상을 이 두 가지 분류로 구분한다.
20세기에는 코미디 드라마로 분류될 수 있는 영화 및 텔레비전 작품이 증가했다. 미국 영화에서는 찰리 채플린의 키드 (1921)가 코미디와 드라마를 혼합한 최초의 장편 영화로 인정받는다.

## 특징
2022년 1월, 스튜디오바인더 영화 제작 블로그에 글을 쓴 라파엘 아브레우는 이 장르를 다음과 같이 정의했다:
드라마디는 드라마와 코미디 요소를 균형 있게 다루는 영화 또는 프로그램이다. 코미디 드라마로도 알려진 이 혼합 장르는 종종 현실적인 상황, 실제 같은 캐릭터, 믿을 수 있는 상황을 다룬다. 드라마와 코미디의 비율은 다양할 수 있지만, 대부분의 경우 양쪽 모두 동등한 비중을 가지며 어느 한쪽이 우세하지 않는다.

아브레우는 또한 드라마디가 이혼, 질병, 역경, 실연과 같은 공감할 수 있고 진지한 주제를 다루는 경우가 많다고 덧붙인다.

## 주요 작품

### 영화
코미디 드라마 영화의 예시는 다음과 같다.
| 이름                                     | 연도 | 국가             | 비고                   | 참고   |
| ---------------------------------------- | ---- | ---------------- | ---------------------- | ------ |
| 세 얼간이                                | 2009 | 인도             |                        |        |
| 8과 1/2                                  | 1963 | 이탈리아         |                        |        |
| 애스터로이드 시티                        | 2023 | 미국             |                        |        |
| 바르도, 약간의 진실을 섞은 거짓된 연대기 | 2022 | 멕시코           |                        |        |
| 사랑스러운 맥시모 올리베로스             | 2005 | 필리핀           |                        |        |
| 셀레브레이션 (영화)                      | 1998 | 덴마크           |                        |        |
| 에이스 그레이드                          | 2018 | 미국             |                        |        |
| 타락천사 (1995년 영화)                   | 1995 | 홍콩             |                        |        |
| 굿바이, 드래곤 인                        | 2003 | 대만             |                        |        |
| 포레스트 검프                            | 1994 | 미국             |                        |        |
| 그랜드 부다페스트 호텔                   | 2014 | 미국 독일        |                        |        |
| 일루셔니스트 (2010년 영화)               | 2010 | 영국 프랑스      |                        |        |
| 인사이드 르윈                            | 2013 | 영국 미국 프랑스 |                        |        |
| 이츠 서치 어 뷰티풀 데이                 | 2012 | 미국             |                        |        |
| 키드 (1921년 영화)                       | 1921 | 미국             |                        |        |
| 미스 리틀 선샤인                         | 2006 | 미국             | 희비극으로도 간주된다. | [ 16 ] |
| 러브 익스포저                            | 2008 | 일본             |                        | [ 17 ] |
| 과거가 없는 남자                         | 2002 | 핀란드           |                        |        |
| 맨해튼 (영화)                            | 1979 | 미국             |                        |        |
| 원스 어폰 어 타임... 인 할리우드         | 2019 | 영국 미국 중국   |                        |        |
| 로얄 테넌바움                            | 2001 | 미국             |                        | [ 16 ] |
| 게임의 규칙                              | 1939 | 프랑스           |                        |        |
| 욕망의 모호한 대상                       | 1977 | 프랑스, 스페인   |                        |        |
| 트레인스포팅 (영화)                      | 1996 | 영국             |                        |        |
| 유, 더 리빙                              | 2007 | 스웨덴           |                        |        |

### 텔레비전
텔레비전 코미디 드라마의 예시는 다음과 같다.
| 이름                          | 연도      | 국가   | 비고 | 참고   |
| ----------------------------- | --------- | ------ | ---- | ------ |
| 앨리 맥빌                     | 1997–2002 | 미국   |      |        |
| 앤디 맥                       | 2017–2019 | 미국   |      |        |
| 위기의 주부들                 | 2004–12   | 미국   |      | [ 18 ] |
| 천재소년 두기                 | 1989–93   | 미국   |      |        |
| 듀 사우스                     | 1994–99   | 캐나다 |      |        |
| 아들과 딸들                   | 1977–81   | 미국   |      |        |
| 플리백                        | 2016–19   | 영국   |      |        |
| 해즈빈 호텔                   | 2024–현재 | 미국   |      |        |
| 후퍼맨                        | 1987–89   | 미국   |      | [ 6 ]  |
| 사랑의 유람선 (1977년 드라마) | 1977–86   | 미국   |      |        |
| 루드비히 (2024년 TV 시리즈)   | 2024      | 영국   |      |        |
| 매시 (드라마)                 | 1972–83   | 미국   |      |        |
| 블루문 특급                   | 1985–89   | 미국   |      |        |
| 노던 익스포저                 | 1990–95   | 미국   |      |        |
| 스크럽스                      | 2001–10   | 미국   |      |        |
| 섹스 앤 더 시티               | 1998–2004 | 미국   |      |        |
| 케빈은 열두살                 | 1988–93   | 미국   |      |        |
| 유어 더 워스트                | 2014–19   | 미국   |      |        |

## 같이 보기
- 블랙 코미디
- 멜로드라마
- 희비극